# Petrikovce
 Petrikovce jsou obec na Slovensku. Nacházejí se v Košickém kraji, v okrese Michalovce. Obec má rozlohu 5,74 km² a leží v nadmořské výšce 100 m. V roce 2011 v obci žilo 185 obyvatel.  První písemná zmínka o obci pochází z roku 1411.